# Список умерших в 1267 году

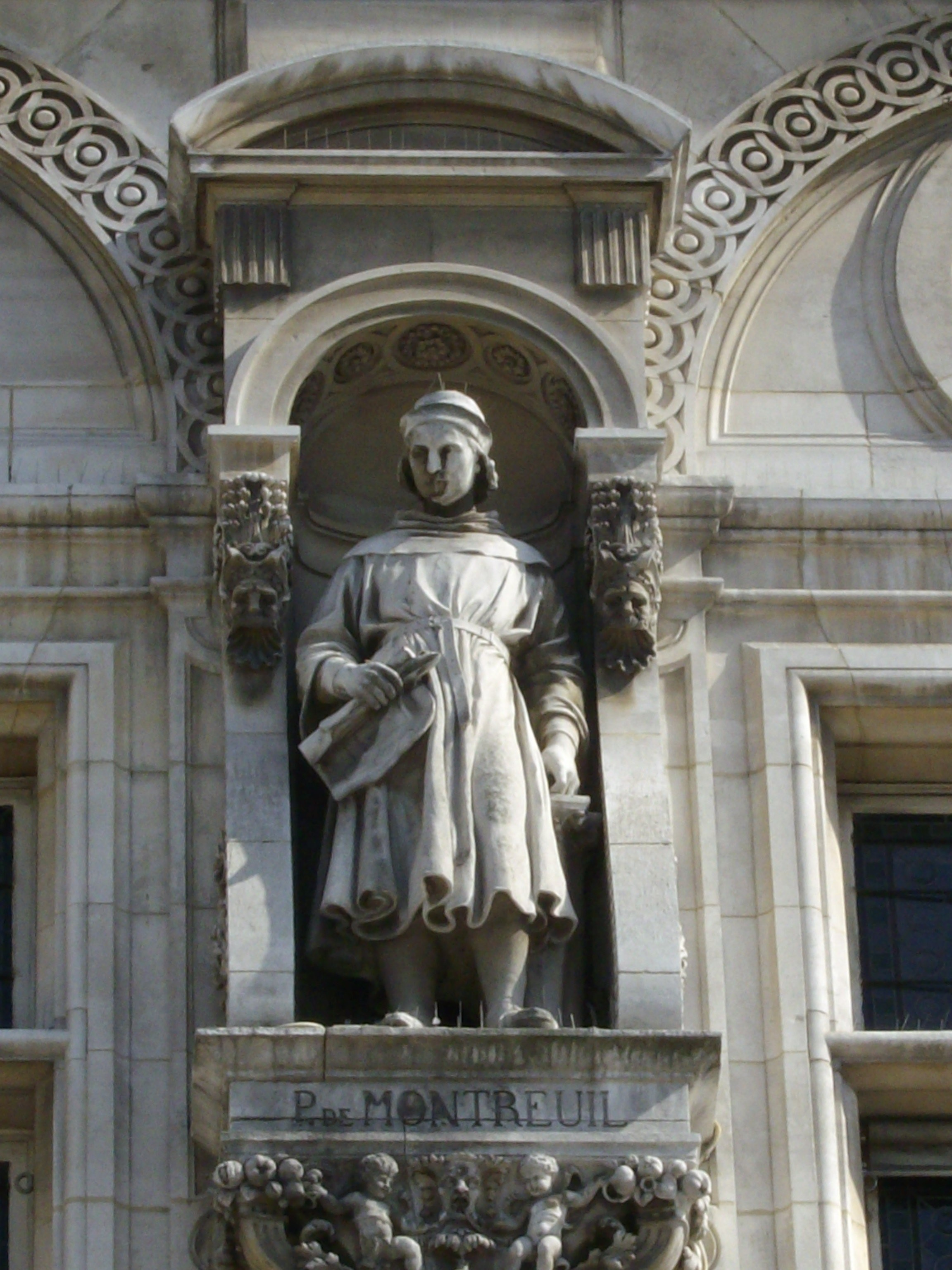
Пьер де Монтрёй

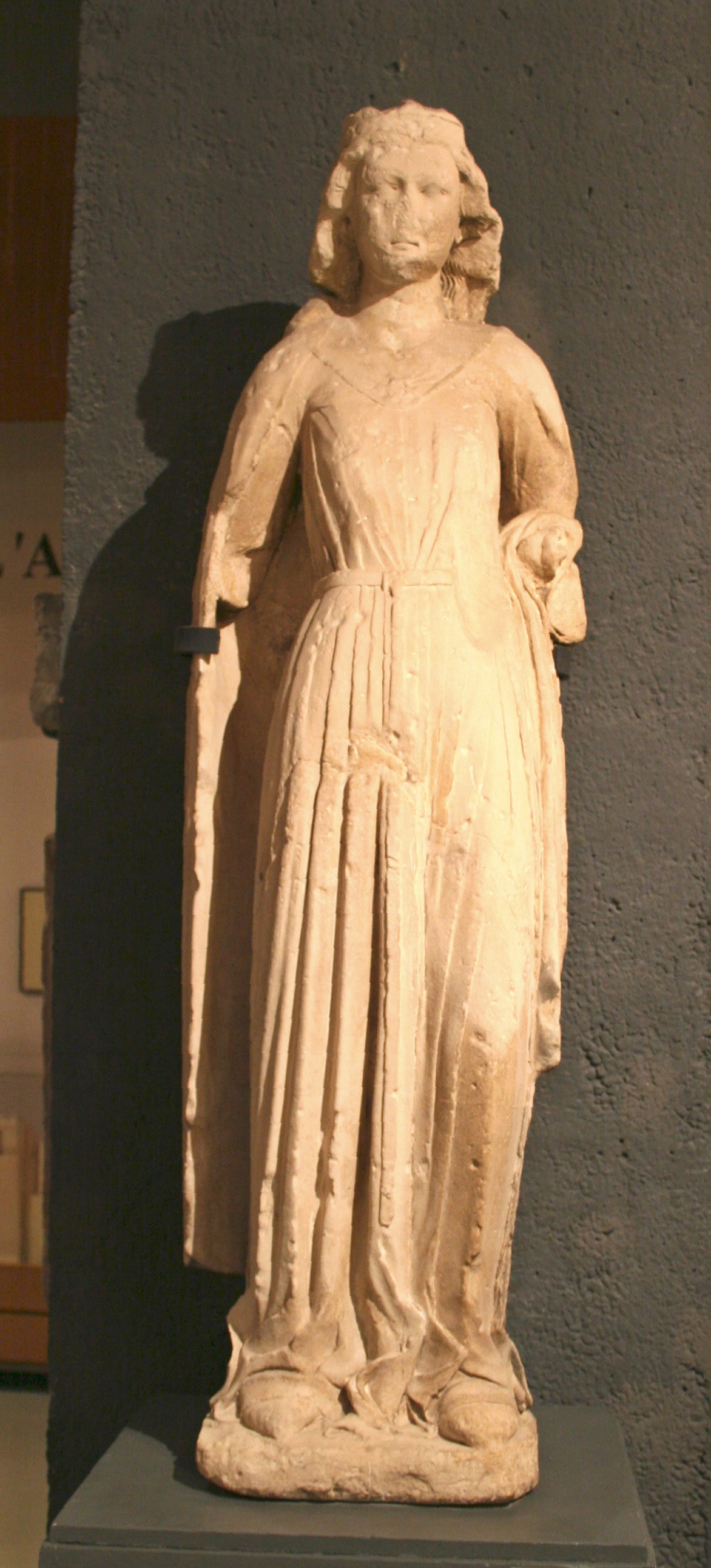
Беатриса Прованская

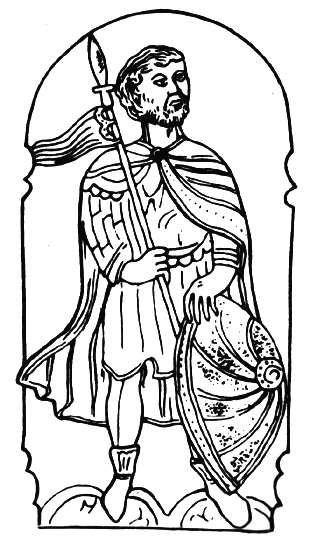
Войшелк

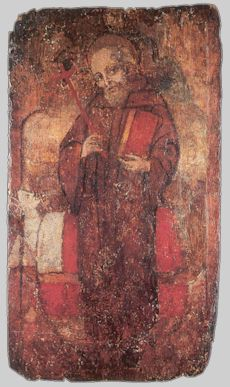
Сильвестро Гуццолини

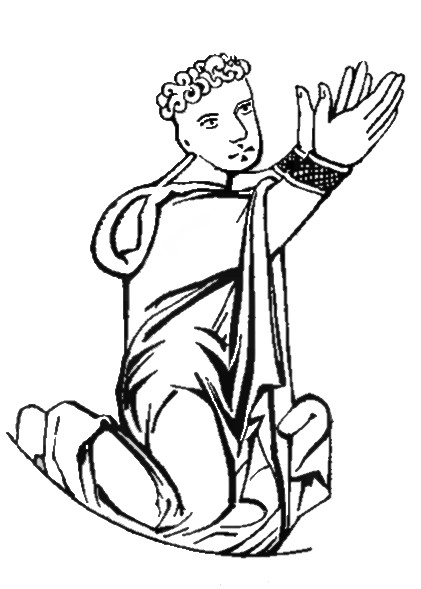
Казимир I Куявский

В этой статье представлен список известных людей, умерших в 1267 году.
См. также: Категория:Умершие в 1267 году

## Январь
- 4 января — Беатриса Савойская —	графиня-консорт Прованса и графиня-консорт Форкалькье (1209—1245), жена Раймунда Беренгера IV, графиня Форкалькье (1248—1256).

## Февраль
- 21 февраля — Балдуин Ибелин — сенешаль Кипрского королевства (1246—1267)

## Март
- 17 марта — Монтрёй, Пьер де — французский архитектор.
- Ларс[англ.] — епископ Уппсалы (1255—1267).

## Апрель
- 9 апреля — Костандин I Бардзрбердци — Католикос всех армян (1221—1267)
- Войшелк — великий князь литовский (1264—1267), убит

## Июнь
- 2 июня — Генри I ван Вианден[нем.] — епископ Утрехта (1250—1267)
- 9 июня — Поппо фон Остерна — ландмейстер Тевтонского Ордена в Пруссии (1244—1246), великий магистр Тевтонского ордена (1252—1256)
- 12 июня — Абу Шама аль-Макдиси — арабский писатель, историк, хроникер, убит.

## Июль
- 11 июля — Дитрих I фон Брена, граф Брены.

## Август
- Хакон[нем.] — первый епископ Осло (1248—1267)

## Сентябрь
- 17 сентября — Жан Бургундский — первый граф Шароле (1248—1267), Сеньор де Бурбон, по праву жены (1262—1267)
- 23 сентября — Беатриса Прованская — графиня Прованса и Форкалькье (1246—1267), королева-консорт Сицилии (1265—1267), жена Карла I Анжуйского.
- 30 сентября — Жан I де Шалон — последний граф де Шалон (1227—1237), сеньор де Сален (1237—1267)

## Октябрь
- 9 октября — Оттон III Благочестивый — маркграф Бранденбурга — (1220—1267)

## Ноябрь
- 26 ноября — Гуццолини, Сильвестро — святой Римско-Католической Церкви, монах-бенедиктинец, отшельник, основатель монашеской конгрегации сильвестринцев.

## Декабрь
- 14 декабря — Казимир I Куявский — князь куявский (1223—1267), серадзский (1247—1261), ленчицкий (1247—1267) и добжыньский (1248—1267)
- 22 декабря — Матильда Брабантская — пфальцграфиня-консорт Рейнская (1212—1214), как жена Генриха VI, графиня-консорт Голландии и Зеландии (1224—1234), как жена Флориса IV

## Дата неизвестна или требует уточнения
- Агнесса Пфальцская — герцогиня-консорт Баварии (1222—1253), жена Оттона II Светлейшего
- Альваро — граф Урхеля (1243—1267).
- Альмерих Градендорфер[нем.] — епископ Лаванта (1265—1267)
- Гуго II — король Кипра (1253—1267)
- Джордано Д'Англано[англ.] — итальянский военный деятель, маршал Манфреда, граф Апулии, казнён
- Людовик I — граф Сансера (1219—1267)
- Паризиус — святой римско-католической церкви.
- Ричард де Монтфичет[англ.] — один из 25 гарантов Великой хартии вольностей.
- Сайфи Исфаранги, персидско-таджикский поэт.
- Фицалан, Джон, 6-й граф Арундел — граф Арундел — (1243—1267). главный дворецкий Англии (1264—1267)